# Mount Williamson
Der Mount Williamson ist mit 4.390 m der zweithöchste Berg in der Sierra Nevada im Staat Kalifornien. Er ist der sechsthöchste Berg in den Vereinigten Staaten mit der Ausnahme von Alaska. Er befindet sich in der John Muir Wilderness etwa 9 km nördlich des höheren Mount Whitney. Die nächste Stadt ist Independence im Owens Valley, sie liegt etwa 19 km nordöstlich des Mount Williamson.

## Allgemein
Mit einer relativen Höhe von 2430 Metern auf knapp 6,5 Kilometer Entfernung zum Talboden ist der Mount Williamson ein imposanter Berg. Er ist aber trotz seiner Nähe zum Tal sehr entlegen, da es weder Zufahrtsstraßen noch Berghütten in seinem näheren Umkreis gibt. Dementsprechend selten wird der Berg bestiegen.

## Namensgebung
Der Berg ist nach Robert Stockton Williamson benannt, der eine der „Pacific Railroad Surveys“ genannten Landvermessungen anführte, die eine Route für die transkontinentale Eisenbahn in Nordamerika finden sollten.

## Besteigungen und Errungenschaften
Die Erstbesteigung wurde 1884 von William L. Hunter und C. Mulholland über die Südost-Route durchgeführt. Der erste Aufstieg über die West-Route erfolgte 1896 durch Bolton C. Brown und Lucy Brown. Weitere Routen sind in den 1970er-Jahren festgelegt worden, darunter die schwierigste von allen, die Nord-Route.
Der Normalweg über die West-Route beginnt am Shepherd's Pass. Man durchläuft am Anfang der Expedition das Gelände des Williams Becken (zwischen Mount Williamson und Mount Tyndall). In diesem Becken befinden sich fünf hoch gelegene Seen. 
Von dort aus führt der Weg über eine Felsklettertour zum Gipfel des Mount Williamson. 